# Skepastí
Skepastí, en grec moderne : Σκεπαστή, est un village du dème de Mylopótamos, en Crète, en Grèce. Selon le recensement de 2011, la population de Skepastí compte 267 habitants. Il est situé à une altitude de 120 m et à une distance de 25 km de Réthymnon.

## Recensements de la population
| Recensements | 1900 | 1920 | 1928 | 1940 | 1951 | 1961 | 1971 | 1981 | 1991 | 2001 | 2011 |
| ------------ | ---- | ---- | ---- | ---- | ---- | ---- | ---- | ---- | ---- | ---- | ---- |
| Population   | 168  | 213  | 223  | 206  | 244  | 245  | 214  | 205  | -    | 242  | 267  |